# Eparchie krasnojarská
Eparchie krasnojarská je eparchie ruské pravoslavné církve nacházející se v Rusku.

## Území a titul biskupa
Zahrnuje správní hranice území jižních rajónů Krasnojarského kraje.
Eparchiálnímu biskupovi náleží titul biskup krasnojarský a ačinský.

## Historie
Roku 1681 byl zmíněn návrh na zřízení jenisejské eparchie, ta však nebyla zřízena. Krasnojarské území patřilo nejprve pod tobolskou eparchii a eparchii irkutskou, poté jen irkutskou a nakonec tomskou eparchii.
Dne 25. května 1861 byla zřízena jenisejská a krasnojarská eparchie a to oddělením území z tomsko-jenisejské eparchie.
Po krátkém poválečném období se farnosti eparchie staly součástí sousedních eparchií a to z větší části krasnojarského blahočiní pod jurisdikcí novosibirské eparchie.
Dne 20. července 1990 byla Místním soborem Ruské pravoslavné církve obnovena samostatná eparchie. Do května 1993 byly dočasně součástí eparchie farnosti Kemerovské oblasti.
Dne 30. května 2011 byla rozhodnutím Svatého synodu oddělena samostatná jenisejská eparchie.
Dne 6. října 2011 byla eparchie s eparchií jenisejskou zahrnuty do nově vzniklé krasnojarské metropole.
Dne 28. prosince 2011 byla z části území eparchie zřízena nová eparchie kanská.
Dne 28. prosince 2018 byla z další části území eparchie zřízena nová eparchie minusinská.
Eparchie kanská i eparchie minusinská se staly také součástí krasnojarské metropole.

## Seznam biskupů

### Krasnojarská eparchie
- 1942–1944 Luka (Vojno-Jaseněckij), svatořečený

### Krasnojarský vikariát novosibirské eparchie
- 1947–1947 Sofronij (Ivancov)
- 1948–1949 Ioannikij (Speranskij)

### Krasnojarská eparchie
- 1990–2011 Antonij (Čeremisov)
- 2011–2025 Panteleimon (Kutovoj)
- od 2025 Nikita (Ananěv)